# Krajobraz po bitwie

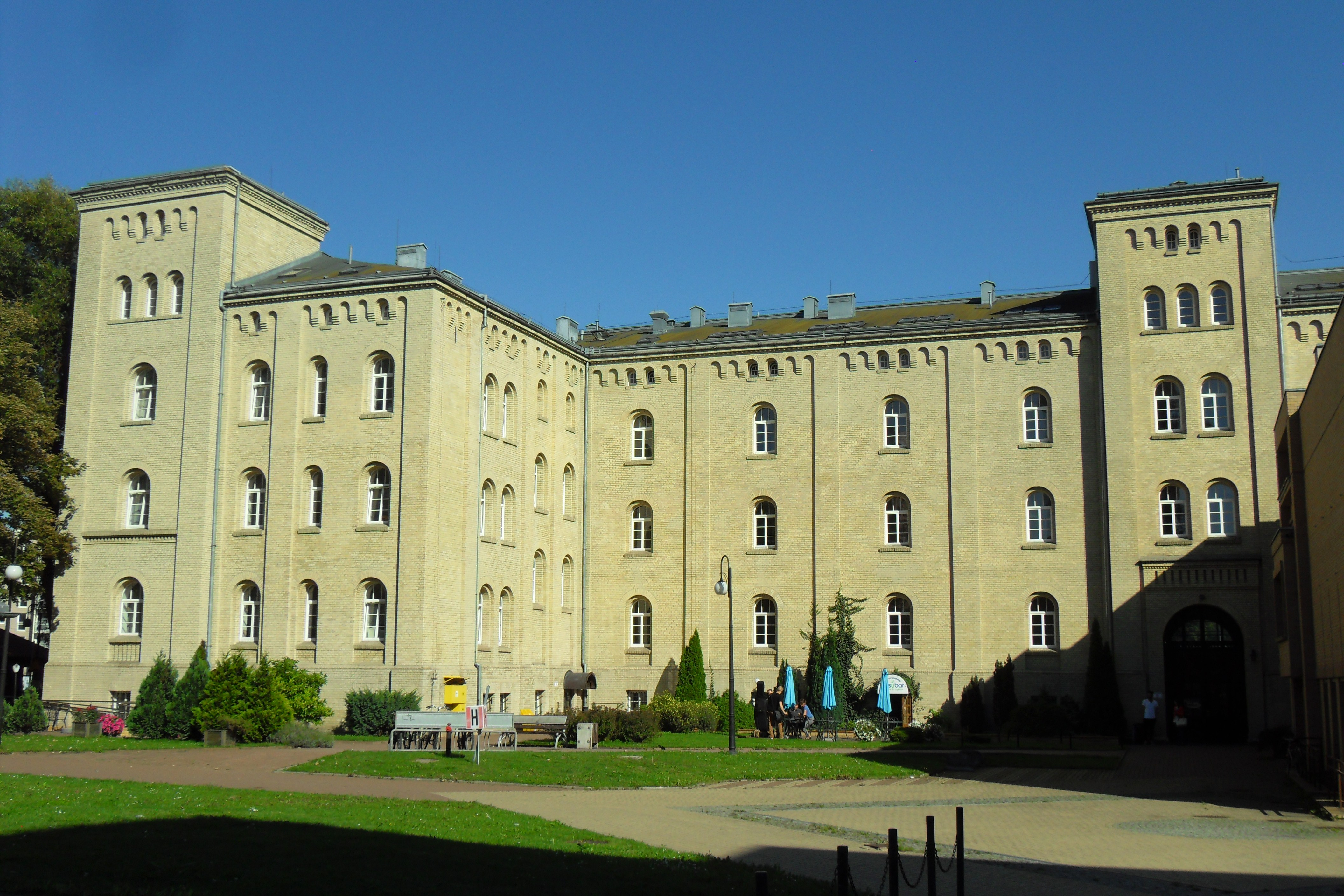
Użyty w filmie gmach dawnych koszar, obecnie Akademia Muzyczna w Gdańsku

Krajobraz po bitwie – polski dramat filmowy z 1970 roku w reżyserii Andrzeja Wajdy, zrealizowany na podstawie opowiadania Bitwa pod Grunwaldem Tadeusza Borowskiego.
Zdjęcia kręcono w Muzeum Auschwitz-Birkenau,Gdańsku (budynek Akademii Muzycznej) i Elblągu (park Bażantarnia, węzeł na autostradzie Berlinka).

## Fabuła
Akcja filmu toczy się na terenie byłego obozu koncentracyjnego w zachodnich Niemczech, który został wyzwolony przez wojska amerykańskie. Obóz koncentracyjny decyzją Amerykanów został przekształcony w obóz dla uchodźców, ale więźniowie nadal nie mogą go opuszczać. Atmosfera wśród więźniów jest napięta, dochodzi do ciągłych sporów i waśni. Główny bohater filmu, poeta Tadeusz, przeżywa silny kryzys psychiczny i światopoglądowy po pobycie w obozie i nie potrafi porozumieć się z dawnymi współwięźniami. Pewnego dnia do obozu przyjeżdżają kobiety. Wśród nich jest młoda polska Żydówka Nina, z którą się zaprzyjaźnia. Dziewczyna namawia go, by wraz z nią uciekł.

## Obsada
- Daniel Olbrychski − Tadeusz
- Stanisława Celińska − Nina
- Jerzy Zelnik − komendant amerykański
- Stefan Friedmann − Cygan
- Małgorzata Braunek − Niemka na rowerze
- Aleksander Bardini − Profesor
- Witold Holtz − więzień
- Tomasz Lengren − żołnierz amerykański
- Stanisław Michalski − żołnierz amerykański
- Józef Pieracki − kucharz
- Bohdan Tomaszewski − polski oficer łącznikowy
- Agnieszka Fitkau-Perepeczko − koleżanka Niny
- Anna German − kobieta amerykańska
- Tadeusz Janczar
- Zygmunt Malanowicz
- Leszek Drogosz − Tolek

## Dystrybucja
Premiera filmu odbyła się w ramach podwójnego pokazu z wycinankowym krótkim metrażem Syn produkcji Studia Miniatur Filmowych.

## Nagrody
Źródło: FilmPolski.pl
- 1970 – „Złota Kaczka” przyznana przez czytelników miesięcznika „Film”
- 1971 – „Złoty Globus” na festiwalu w Mediolanie
- 1972 – I nagroda na festiwalu w Kolombo